# Камінка (криниця)

## Камінка (криниця, село Кузьмин)
Камінка — громадська криниця в селі Кузьмин, Хмельницької області (Україна). Вважається одним із найдавніших джерел у селі. З давніх часів є важливим джерелом питної води та місцем громадського значення.

### Історія
Точна дата виникнення криниці невідома. За словами місцевих жителів, Камінка існувала в селі ще з незапам’ятних часів. Раніше криниця мала природний вигляд — із кам’яної основи виступала трубка, через яку текла вода. Через складність доступу мешканці звертали увагу на необхідність облаштування території.

### Вода
Вода з криниці вважається надзвичайно чистою, прозорою та холодною. Вона не має стороннього запаху і може зберігатися тривалий час у закритому посуді без псування. Місцеві жителі відзначають її особливі властивості та смакові якості.

### Облаштування
У 2000-х роках фірма «Сам+», представлена Дралюком М.І., здійснила реконструкцію Камінки. Було встановлено дах над криницею, зведено зручний підхід до джерела, встановлено лавки для відпочинку. Ці роботи зробили криницю не лише практичною, а й привабливою з естетичної точки зору.

### Культурне значення
Камінка є важливою частиною культурної спадщини села. У місцевих переказах і традиціях криниця уособлює зв’язок між поколіннями, чистоту природи та турботу про рідну землю. Вона продовжує служити громаді, підтримуючи давній український звичай шанобливого ставлення до води.
камінка с, Кузьмин джерело
1. ↑  Користувач:Вейко Ольга77. Вікіпедія (укр.). 1 серпня 2025. Процитовано 2 серпня 2025.